# Pasajero

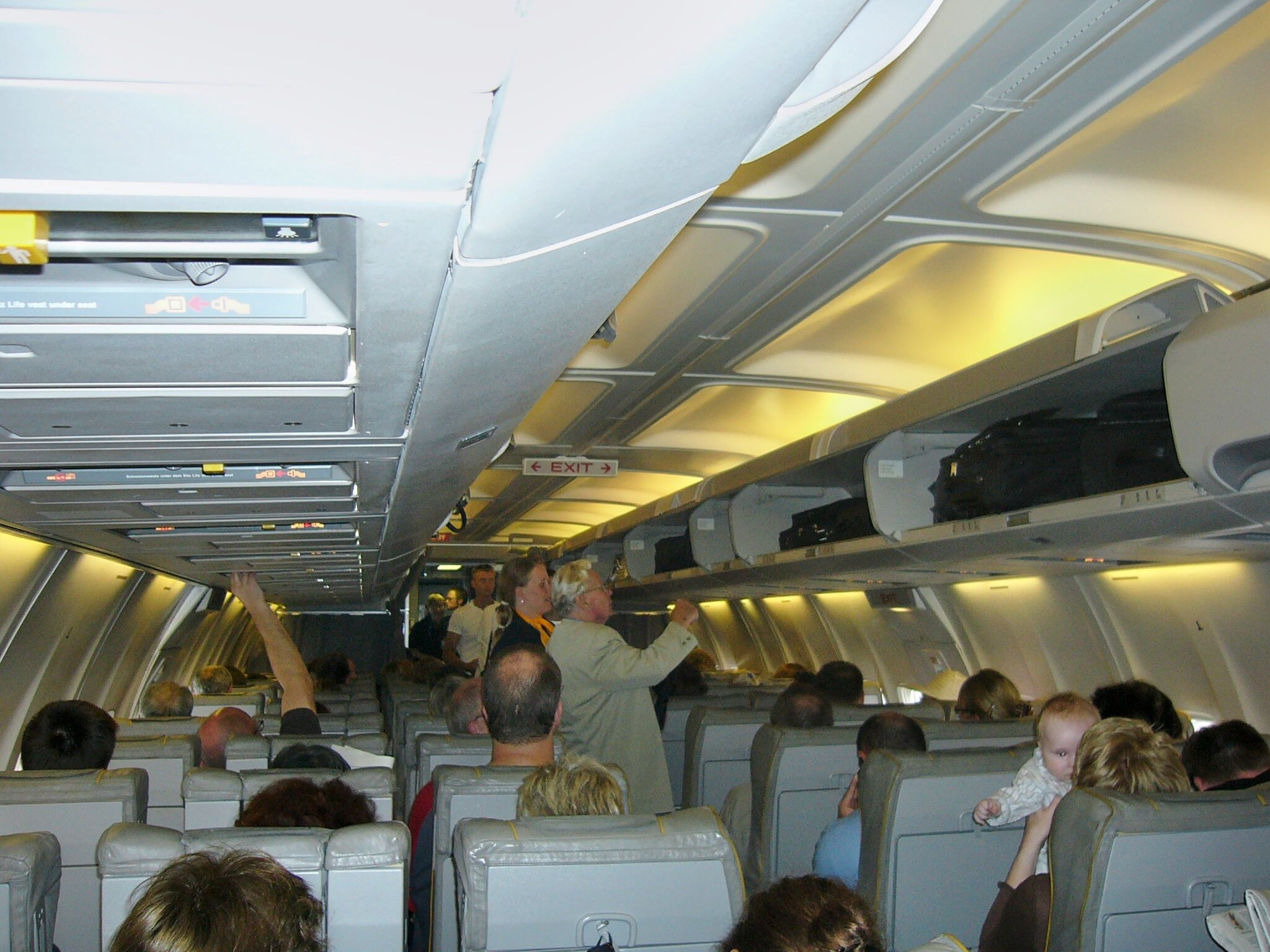
Pasajeros a bordo de un Boeing 737.

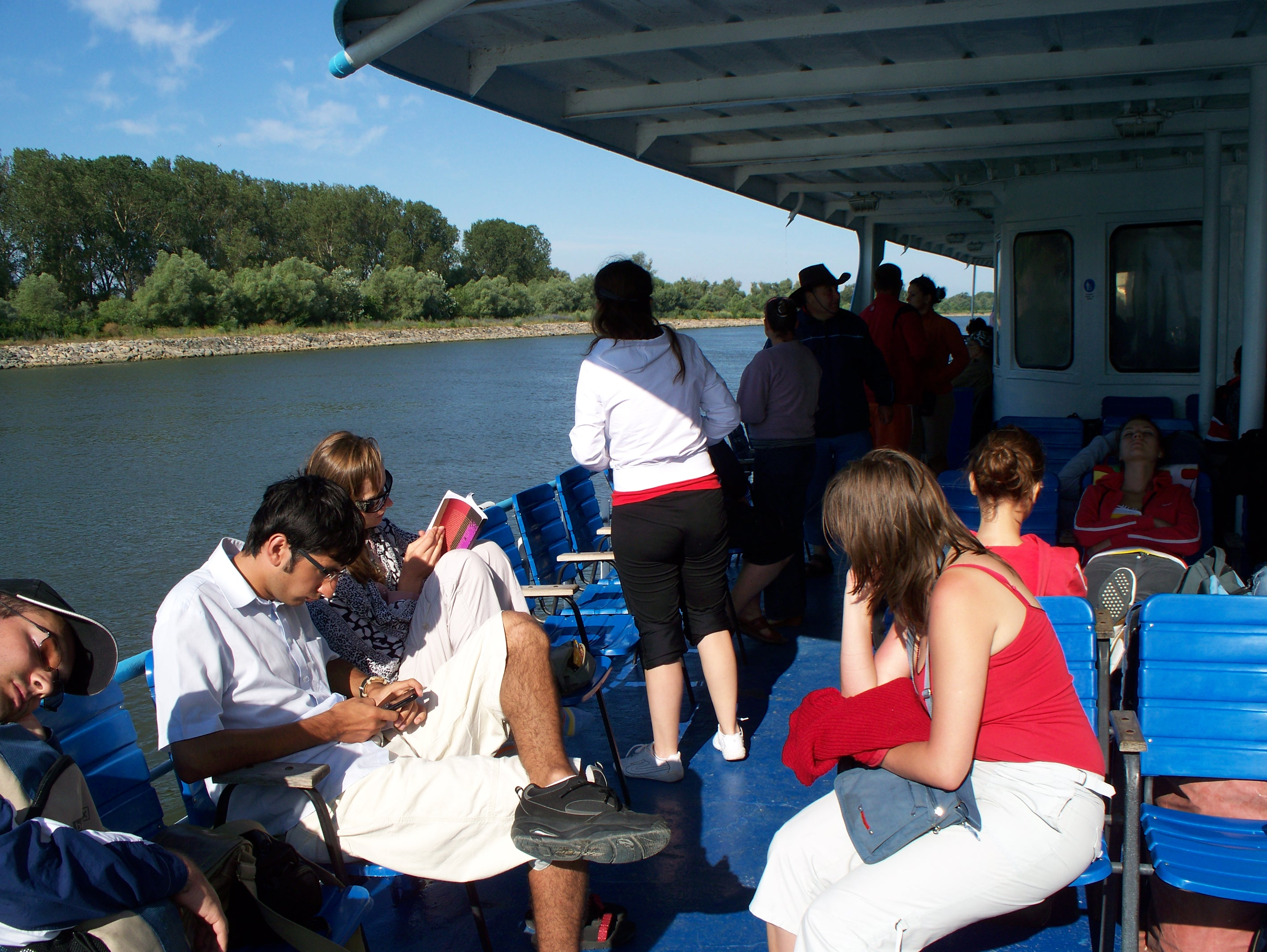
Pasajeros en una embarcación en el delta del Danubio, 2008

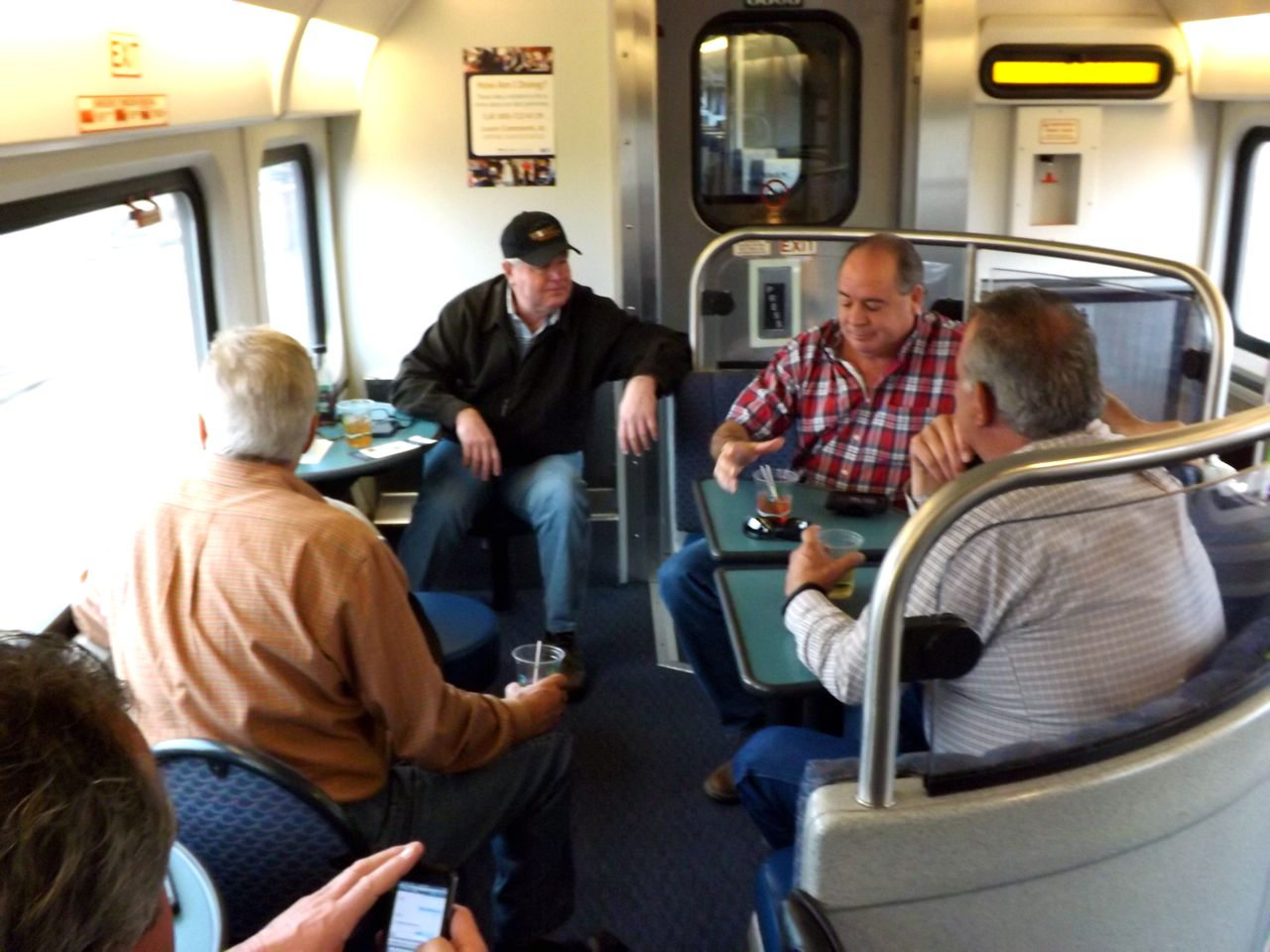
Pasajeros en un coche de esparcimiento de un tren Amtrak en el Valle San Joaquin, California, EE. UU., 2014

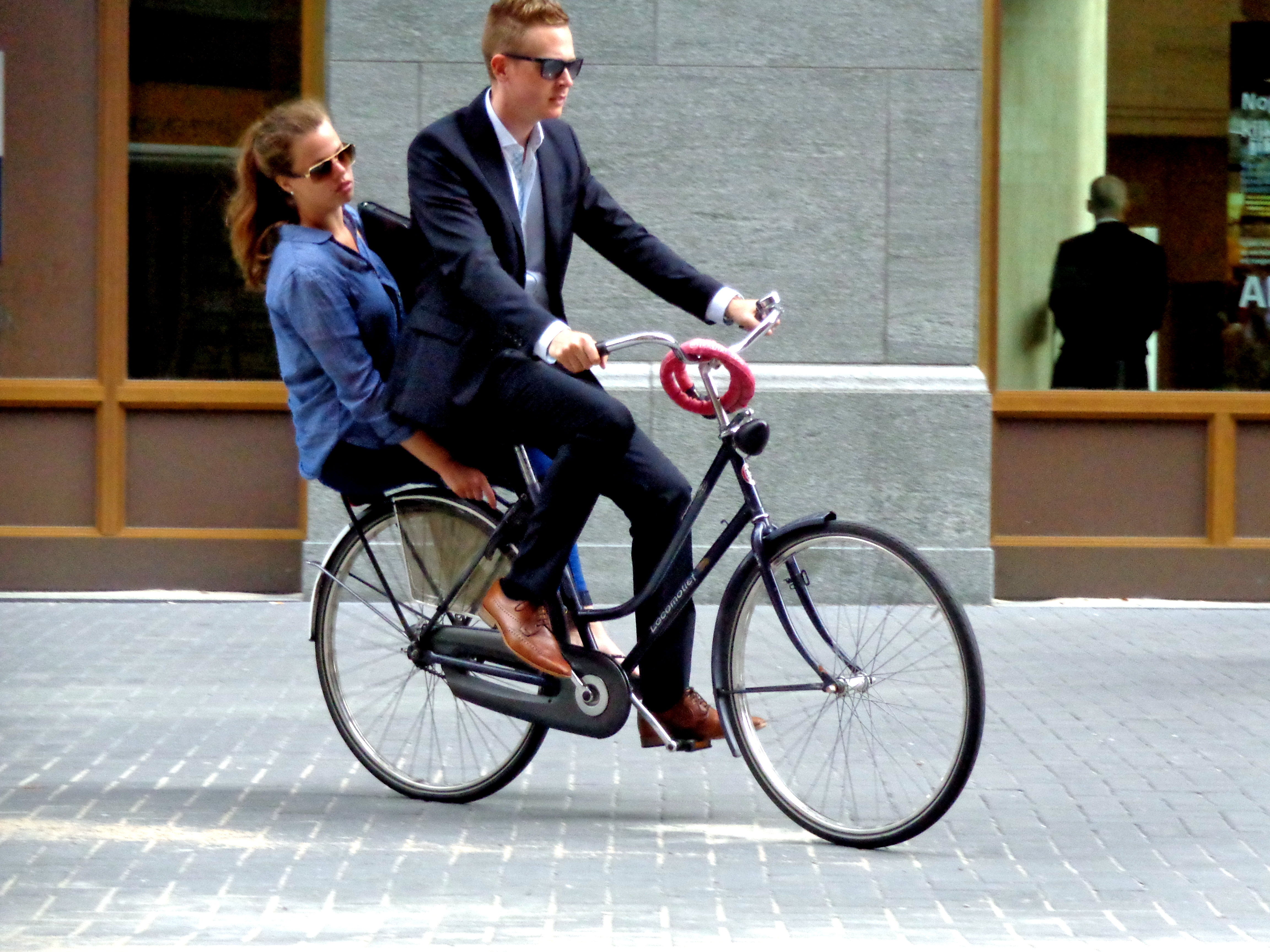
Pasajera en una bicicleta

El pasajero es toda persona que es transportada en un vehículo, excluyendo a los miembros de la tripulación o personal operativo del mismo.[1]
Durante el trayecto, los pasajeros pueden portar equipaje como maletas, mochilas o bolsas que contengan sus pertenencias personales. En el caso de animales de compañía, estos suelen ser trasladados en transportadoras especialmente diseñadas para garantizar su seguridad y comodidad durante el viaje.
Los miembros de la tripulación (si los hay), así como el conductor o piloto del vehículo, generalmente no se consideran pasajeros. Por ejemplo, un asistente de vuelo en una aerolínea no se consideraría un pasajero mientras esté de servicio y lo mismo ocurre con los que trabajan en la cocina o el restaurante a bordo de un barco, así como con el personal de limpieza, pero un empleado que viaja en un automóvil de la empresa es conducido por otra persona se consideraría pasajera, incluso si el automóvil se conduce por motivos de empresa.

## Situación legal
En la mayoría de las jurisdicciones, se han promulgado leyes que dictan las obligaciones legales del propietario de un vehículo o embarcación, o del conductor o piloto del mismo, hacia los pasajeros. Con respecto a los pasajeros que viajan en automóviles y camionetas, el conductor puede tener el deber de cuidar a los pasajeros, particularmente cuando se puede ver que la presencia del pasajero en el vehículo "confiere algún beneficio al conductor que no sea el beneficio de su compañía o el mero reparto de gastos ". En otras situaciones, sin embargo, los estatutos de invitados pueden limitar la capacidad de los pasajeros de demandar al conductor del vehículo por un accidente. Muchos lugares requieren que los automóviles estén equipados con medidas específicas para la protección de los pasajeros, como bolsas de aire del lado del pasajero o salvavidas en el caso de embarcaciones. Con respecto a los pasajeros en vehículos comerciales o embarcaciones, tanto las leyes nacionales como los tratados internacionales requieren que el transportista actúe con un cierto nivel de cuidado. El número de pasajeros que un vehículo o embarcación puede transportar legalmente se define como su capacidad de asientos.
En la Unión Europea, la Comisión Europea ha dispuesto numerosos principios para proteger a los pasajeros (incluidos aquellos con discapacidades y movilidad reducida) con referencia específica al transporte aéreo, ferroviario, marítimo y por vías navegables o interiores, así como a su equipaje personal. Los derechos de los pasajeros en la UE se basan en tres pilares: la no discriminación; información precisa, oportuna y accesible y asistencia inmediata y proporcionada. Los diez derechos siguientes que se derivan de estos principios y forman el núcleo de los derechos de los pasajeros en la UE son: (1) Derecho a la no discriminación en el acceso al transporte, (2) Derecho a la movilidad: accesibilidad y asistencia sin coste adicional para pasajeros discapacitados y pasajeros con movilidad reducida (PMR), (3) Derecho a la información antes de la compra y en las distintas etapas del viaje, en particular en caso de interrupción, (4) Derecho a renunciar al viaje (reembolso del coste total del billete) cuando el viaje no se realiza según lo previsto, (5) Derecho al cumplimiento del contrato de transporte en caso de interrupción (desvío y cambio de reserva), (6) Derecho a recibir asistencia en caso de gran retraso en la salida o en los puntos de conexión, (7) Derecho a indemnización en determinadas circunstancias, (8) Derecho a la responsabilidad del transportista frente a los pasajeros y su equipaje, (9) Derecho a un sistema rápido y accesible de tramitación de reclamaciones, (10) Derecho a la plena aplicación y cumplimiento efectivo del Derecho de la UE.
En el Reino Unido,  en el lenguaje ferroviario británico, el pasajero, además de ser el usuario final de un servicio, es también una categorización del tipo de material rodante ferroviario.

## Definición en el tráfico rodado

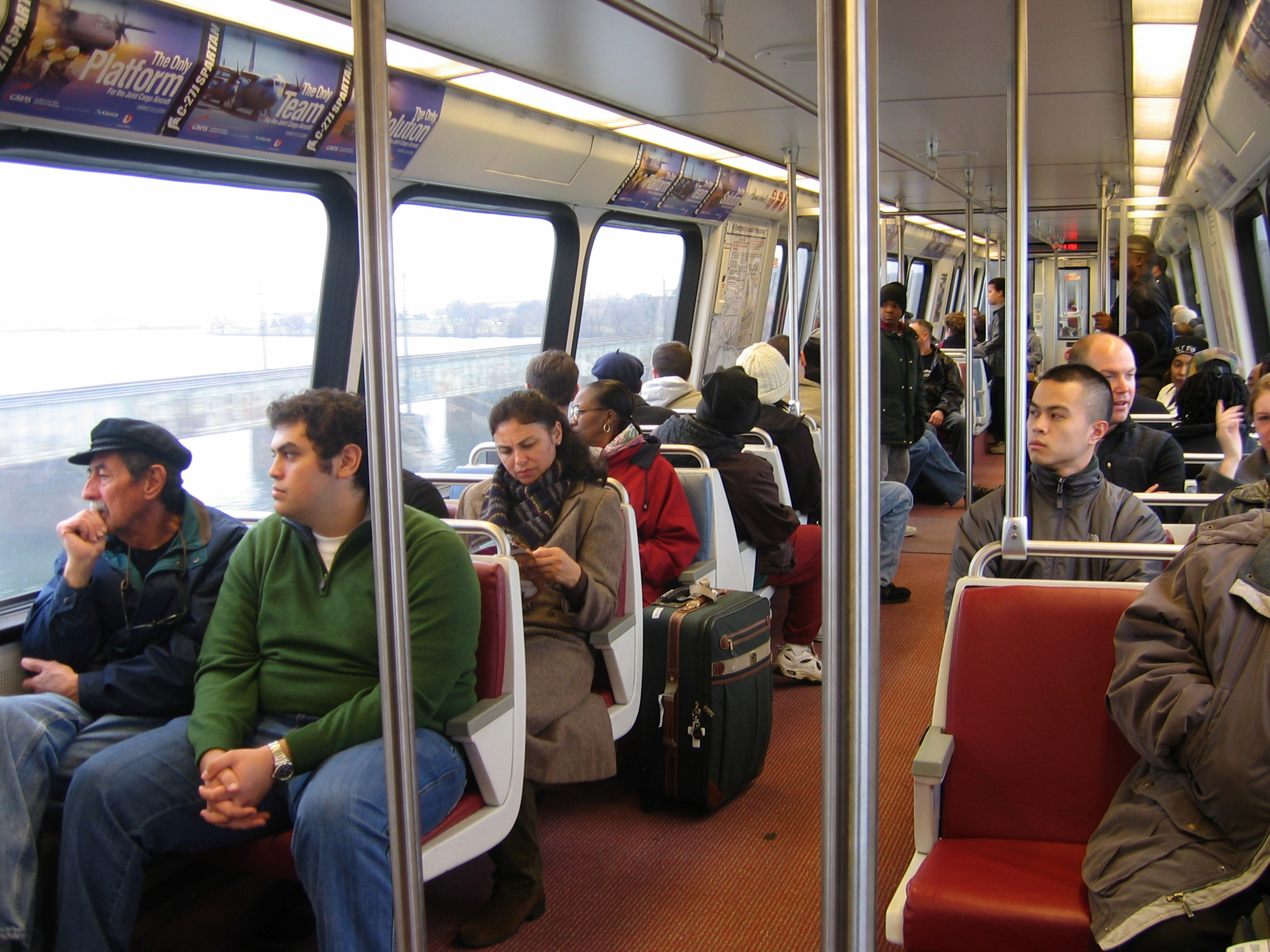
Interior de un tren de la Línea Amarilla del metro de Washington D. C., cruzando el río Potomac, 2007.

Aquí, los pasajeros son personas que utilizan el vehículo para llegar a un destino. Es irrelevante si
- los pasajeros desembarcan en el mismo destino o destinos diferentes (ejemplo: city tour),
- el vehículo respectivo generalmente se opera comercialmente,
- los pasajeros pagan por el viaje en cuestión o son transportados de forma gratuita (ejemplo: autocar del club como conductor),
- el número real en realidad supera el límite de nueve personas (clasificación del vehículo como autobús).

Si solo hay un pasajero presente, la calificación requerida (clase de licencia de conducir) para el conductor resulta del número máximo de asientos en el vehículo.
Además del conductor, no se consideran pasajeros las personas que deban trabajar a bordo del vehículo en movimiento. Si solo están a bordo personas de los siguientes grupos, un autobús de cualquier tamaño también se considera vacío y se puede conducir con un permiso de conducir de categoría C, extensión 172 ("autobús vacío"):
- Personal de servicio,
- Ingenieros de desarrollo y técnicos de medición en la producción de vehículos y motores,
- Personal técnico (mecánicos durante las pruebas de manejo),
- expertos, p. B. para llevar a cabo una inspección principal,
- Conductores principiantes, instructores de conducción y examinadores,
- Pilotos, p. B. en amplias instalaciones de la fábrica.

Estas personas no necesariamente tienen que bajarse en el punto de entrada si el punto de salida no es el resultado de una meta a alcanzar, sino de la finalización de una asignación de trabajo.

## Definición en la aviación y otros campos

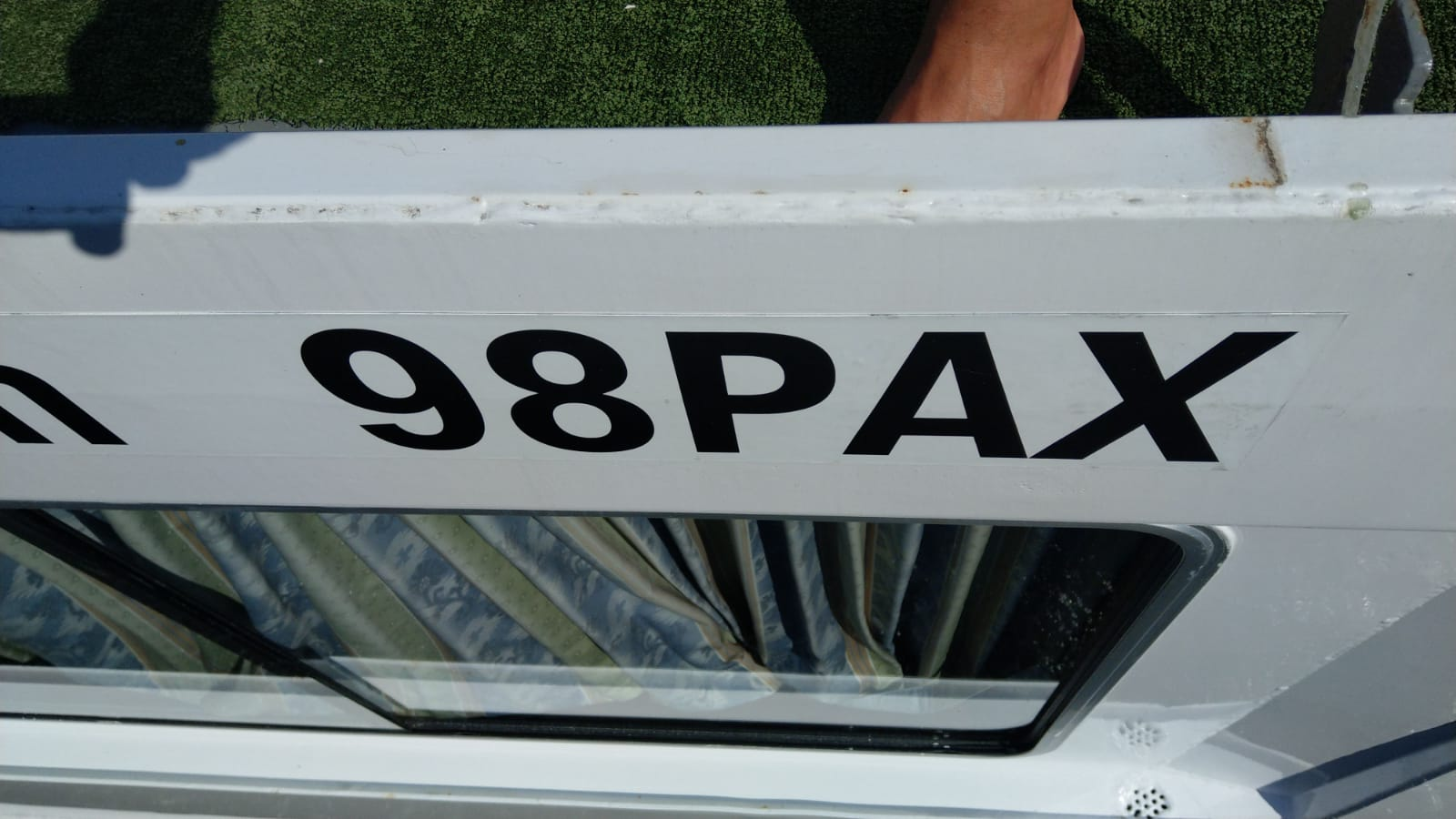
Ejemplo de indicación del número máximo de pasajeros en el costado de un barco de pasajeros

En la aviación, se hace una estricta distinción entre tripulación o piloto y pasajeros, incluso en los vuelos puramente privados (por ejemplo, al determinar el número de pasajeros): cualquier compañero de viaje que no forme parte de la tripulación es un "pasajero" o, según el código de la OACI, un "PAX".
La palabra de la jerga de la aviación pax puede ser un acortamiento de la palabra polisilábica passenger (pasajero) típica del uso americano, pero el origen es discutido. Usado Pax (plural Paxe ) se utiliza ahora también en el resto de la industria del transporte, el turismo, la hostelería y la gastronomía como un término para el huésped.

## Derechos de los pasajeros de transporte aéreo en la Unión Europea
Los derechos de los pasajeros de transporte aéreo dentro la Unión Europea se aplican en los siguientes casos:
- Si un vuelo se realiza dentro de la UE y es operado por una aerolínea tanto de la UE como de fuera de la UE
- Si un vuelo llega a la UE desde fuera de la UE y es operado por una aerolínea de la UE
- Si un vuelo sale de la UE a un país no perteneciente a la UE y es operado por una aerolínea de la UE o no perteneciente a la UE
- Si un pasajero aún no ha recibido prestaciones (compensación, cambio de ruta, asistencia de la aerolínea) por problemas relacionados con un vuelo para un viaje según la legislación pertinente de un país no perteneciente a la UE.

### Cancelación de vuelo
Si se cancela un vuelo, los pasajeros tienen derecho automáticamente a elegir entre
1. un transporte alternativo al mismo destino lo antes posible (en condiciones comparables);
2. un transporte alternativo posterior, a conveniencia del pasajero, al mismo destino en condiciones comparables (sujeto a la disponibilidad de plazas); o
3. el reembolso del billete, así como un vuelo de vuelta al punto de partida inicial, cuando proceda.[7][8]

El reembolso del billete corresponde al precio pagado por el vuelo o vuelos no utilizados, más el coste de los vuelos ya efectuados en los casos en que la cancelación haya hecho que dichos vuelos no tengan razón de ser. Cuando proceda, los pasajeros también tendrán derecho a refrescos, comunicación y alojamiento, tal como se describe a continuación.  En caso de transporte a otro aeropuerto con el mismo destino, la compañía aérea deberá pagar el transporte de vuelta al aeropuerto original o a un destino cercano acordado con el pasajero. Estas opciones, y el derecho a refrigerios, etc., se aplican a todas las cancelaciones, independientemente de que las circunstancias sean extraordinarias o no.
No está claro si «la primera oportunidad» exige a las aerolíneas endosar un billete a otra compañía.
La compañía aérea también está obligada a pagar una compensación en metálico como se describe a continuación, a menos que se dé una de las siguientes condiciones:
- la compañía aérea lo notifica a los pasajeros al menos dos semanas antes de la salida del vuelo
- la compañía aérea lo notifica a los pasajeros entre una y dos semanas antes de la salida y los desvía para que puedan:
  - salir no más de dos horas antes de lo previsto, y
  - llegar como máximo cuatro horas más tarde de lo previsto.
- la compañía aérea avisa a los pasajeros con menos de una semana de antelación a la salida y cambia la ruta de los pasajeros para que puedan:
  - salir no más de una hora antes de lo previsto, y
  - llegar como máximo dos horas más tarde de lo previsto.
- la cancelación haya sido causada por circunstancias extraordinarias que no hubieran podido evitarse con ninguna medida razonable.

La compañía aérea también debe dar explicaciones a los pasajeros sobre los medios de transporte alternativos.

### Retrasos
Los pasajeros tienen derecho a avituallamiento y comunicación si el retraso previsto de la llegada supera:
- dos horas, en el caso de un vuelo de tipo 1,
- tres horas, en el caso de un vuelo de tipo 2, o
- cuatro horas, en el caso de un vuelo de tipo 3.

Además, si se prevé que el vuelo salga un día después de la hora de salida originalmente programada, los pasajeros tienen derecho a alojamiento.
Si un vuelo sufre un retraso de cinco horas, los pasajeros tienen además derecho a abandonar su viaje y recibir el reembolso de todos los billetes no utilizados. También pueden solicitar el reembolso de los billetes ya utilizados si el vuelo ya no sirve para nada en relación con su plan de viaje original y, si procede, un vuelo de vuelta a su punto de partida original lo antes posible.
El retraso del vuelo se basa en la hora de llegada prevista. Se define como el momento en que se abren las puertas del avión y no cuando aterriza.
Aunque no se establece en el texto del reglamento, una serie de casos judiciales crearon una norma según la cual, en caso de retraso en la llegada de más de 3 horas, los pasajeros tienen derecho a una compensación en metálico, a menos que el retraso se deba a circunstancias extraordinarias. A diferencia de los derechos a refrigerios, comunicación o alojamiento, este umbral de 3 horas no varía en función de la distancia del vuelo.
En octubre de 2017, un Tribunal de Justicia de las Comunidades Europeas confirmó la interpretación de la Civil Aviation Authority (CAA) del Reino Unido la interpretación de que el destino final debe incluirse en el retraso total. Esto significa que, si el pasajero pierde una conexión fuera de la UE y acaba sufriendo un retraso superior a los tiempos indicados anteriormente, aunque el retraso en el vuelo de salida de la UE fuera inferior a los tiempos mencionados, se utilizará el retraso total y no sólo el retraso a la salida de la UE.